# تاجر چهار فصل
تاجر چهار فصل (به آلمانی: Händler der vier Jahreszeiten) فیلمی در ژانر درام است. کارگردان فیلم تاجر چهار فصل، راینر ورنر فاسبیندر است. این فیلم در سال ۱۹۷۲ میلادی ساخته شد.

## بازیگران
- هانا شیگولا
- ایرم هرمان
- هانس هیرشمولر
- دانیل اشمید